# Supergirl (película de 2026)
Supergirl es una próxima película de superhéroes estadounidense basada en DC que presenta al personaje Supergirl. Producida por DC Studios y distribuida por Warner Bros. Pictures, será la segunda película del Universo DC (DCU). La película está dirigida por Craig Gillespie, escrita por Ana Nogueira y estará protagonizada por Milly Alcock como Kara Zor-El / Supergirl.
Una película protagonizada por Supergirl entró en desarrollo como parte de la franquicia Universo extendido de DC (DCEU) en agosto de 2018, con el personaje presentado en la película The Flash (2023) interpretado por Sasha Calle. Los planes para el futuro del proyecto independiente se modificaron cuando James Gunn y Peter Safran se convirtieron en codirectores ejecutivos de DC Studios en octubre de 2022. En enero de 2023 se anunció una nueva película de Supergirl como una adaptación de la miniserie de cómics. Supergirl: Woman of Tomorrow (2021-22) de Tom King y Bilquis Evely. Nogueira fue contratada en noviembre de 2023 y Alcock fue elegida en enero de 2024. El rodaje comenzó a inicios de enero de 2025.
Supergirl se estrenará en cines en Estados Unidos el 26 de junio de 2026. Será parte del Capítulo Uno: Dioses y Monstruos del Universo DC (DCU).

## Argumento
Mientras celebra su cumpleaños número 21, Kara Zor-El viaja a través de la galaxia durante el cual conoce a la joven Ruthye y se va en una "búsqueda asesina de venganza".

## Reparto
- Milly Alcock como Kara Zor-El / Supergirl:  La joven prima de Superman que se crio en un trozo del planeta destruido Krypton; conocido como Argo City, y vio morir a todos los de su raza, convirtiéndola en una joven deprimida y perdida, al contrario que su primo, que fue criado en la tierra como un humano más por padres amorosos[4][5][6]
- Matthias Schoenaerts como Krem de las Colinas Amarillas[7]
- Eve Ridley como Ruthye Marye Knoll[8]
- David Krumholtz como Zor-El: el padre de Kara Zor-El[9]
- Emily Beecham como Alura Zor-El: la madre de Kara Zor-El y esposa de Zor-El.[9]
- Jason Momoa como Lobo: Un cruel y poderoso cazarrecompensas extraterrestre, proveniente del planeta Czarnia, con fuerza y resistencia comparables a los de tanto Supergirl como Superman.

## Producción

### Antecedentes
Oren Uziel fue contratado por Warner Bros. Pictures en agosto de 2018 para escribir una película basada en el personaje de DC Supergirl. Esto se produjo cuando Warner Bros. y DC Films buscaban nuevos enfoques para su franquicia DC Extended Universe (DCEU) luego de varias decepciones críticas y comerciales. El desarrollo de la película estaba en las primeras etapas, pero Warner Bros. ya estaba expresando "muy claramente" su deseo de contratar a una directora para el proyecto. El cambio del estudio para centrarse en una película de Supergirl se dio como una de las razones por las que ya no se esperaba que Henry Cavill interpretara al primo de Supergirl Clark Kent / Superman en películas futuras del DCEU después de interpretar el papel desde El hombre de acero (2013); Cavill indicó más tarde que todavía quería volver al papel.  La producción de Supergirl estaba tentativamente programada para comenzar a principios de 2020, pero se suspendió debido a la pandemia de COVID-19 .
En febrero de 2021, Sasha Calle fue elegida como Supergirl para la película de DCEU The Flash (2023), y se esperaba que apareciera en otros proyectos del DCEU. Ese abril, Supergirl se incluyó en la lista de películas de DC que se esperaba que se estrenaran en 2022 o 2023. Un año después, Discovery, Inc. y Warner Bros.' la empresa matriz WarnerMedia se fusionó para convertirse en Warner Bros. Discovery (WBD), dirigida por el presidente y director ejecutivo David Zaslav. Se esperaba que la nueva empresa se reestructurara DC Entertainment y Zaslav comenzó a buscar un equivalente al presidente de Marvel Studios Kevin Feige para dirigir la nueva filial. Tatiana Siegel de Rolling Stone informó en agosto de 2022 que era poco probable que la película avanzara bajo el régimen de Zaslav, y fue silenciosamente archivada en esa época. El escritor/director James Gunn y el productor Peter Safran fueron anunciados como copresidentes y codirectores ejecutivos de los recién formados DC Studios a finales de octubre. Una semana después de comenzar sus nuevos roles, la pareja había comenzado a trabajar con un grupo de escritores para desarrollar un plan de ocho a diez años para un nuevo Universo DC (DCU) que sería un "reinicio suave" del DCEU.

### Desarrollo

Logo del Universo DC - DCU.

El 31 de enero de 2023, Gunn y Safran dieron a conocer los primeros proyectos de su lista del DCU, que comienza con el Capítulo Uno: Dioses y Monstruos. Se reveló que la cuarta película de ese capítulo era una adaptación de la miniserie de cómics Supergirl: Woman of Tomorrow (2021-22) de Tom King y Bilquis Evely. Gunn describió el proyecto como "una gran película épica de ciencia ficción" y dijo que explora una versión más "hardcore" de Supergirl que la que se había visto anteriormente en la pantalla. También se reveló que King fue uno de los escritores que trabajó en el guion general de la historia para el DCU. A los pocos días del anuncio de la película, las copias del cómic Supergirl: Woman of Tomorrow se agotaron en Amazon y en muchas editoriales y tiendas de cómics diferentes. Gunn anunció que estaba trabajando con el editor y CCO de DC Comics Jim Lee para garantizar que se imprimieran más copias pronto.
Mientras promocionaba el lanzamiento de The Flash en junio de 2023, Calle expresó su amor por el cómic Woman of Tomorrow y dijo que esperaba retomar su papel en la película, aunque esto no estaba garantizado. Se había reunido con Safran para discutir su futuro como personaje para entonces. En noviembre de 2023, Ana Nogueira fue contratada para escribir el guion de la película. Anteriormente se le había asignado la tarea de escribir una película de Supergirl en 2022 cuando se estaba desarrollando como un spin-off de The Flash. Gunn y Safran disfrutaron tanto de su trabajo que la regresaron para la película bajo su dirección y ella firmó un contrato de escritura general con DC para hacerlo. Gunn confirmó la participación de Nogueira y calificó la película como " hermosa historia llena de estrellas". La película estaba preparada para presentar al personaje Krypto.

### Preproducción

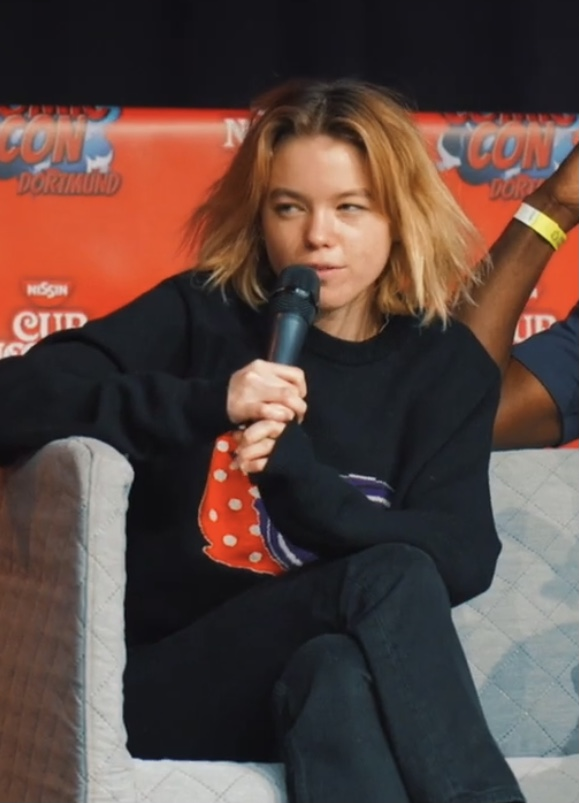
La actriz Milly Alcock fue concebida por primera vez para el papel principal por el productor James Gunn más de un año antes de que fuera elegida en enero de 2024.

En enero de 2024, se estaba considerando a Milly Alcock, Emilia Jones, Cailee Spaeny, Elle Fanning y Meg Donnelly para interpretar a Supergirl. Donnelly había dado su voz al personaje en las películas animadas Legión de Super-Héroes (2023) y Justice League: Crisis on Infinite Earths (2024). Jones no leyó para el papel, mientras que Alcock y Donnelly realizaron audiciones y pantalla pruebas disfrazadas en Superman  (2025) ambientada en Atlanta a finales de mes, y Alcock fue elegido poco después. Gunn dijo que ella encarnaba cómo King, Evely y Nogueira imaginaron al personaje,  y que él había mencionado a Alcock por primera vez para el papel con Safran más de un año antes del casting,  luego de ver su actuación en la serie de televisión La casa del dragón (2022-presente). Gunn creía que tenía "la ventaja, la gracia [y] la autenticidad" para esta interpretación de Supergirl. El estudio estaba buscando un director en ese momento, pero se centró en elegir a Supergirl primero, ya que el personaje debutará en otro proyecto del DCU antes de Woman of Tomorrow, supuestamente en Superman. Se esperaba que el rodaje comenzara a finales de 2024, y se espera que se contrate un director el mes siguiente. Zaslav confirmó en febrero que el guion ya estaba escrito y que se estaba buscando más actores. En abril, Craig Gillespie inició conversaciones para dirigir la película y se reveló que Chantal Nong, vicepresidenta ejecutiva de DC Studios, sería productora ejecutiva. Gillespie fue confirmado como director el mes siguiente, cuando se le dio a la película una fecha de estreno para el 26 de junio de 2026, y el rodaje estaba previsto que comenzara en octubre de ese año. Anna B. Sheppard se desempeña como diseñadora de vestuario. En septiembre, Matthias Schoenaerts se unió al reparto como Krem de las Colinas Amarillas. En octubre, Eve Ridley se unió al elenco como Ruthye Marye Knoll. El 30 de diciembre Jason Momoa se unió al elenco como Lobo.

### Rodaje
La fotografía principal inició en enero de 2025 en el Reino Unido y finalizó el 10 de mayo.

## Estreno
Supergirl está programada para ser estrenada en cines por Warner Bros. Pictures en los Estados Unidos el 26 de junio de 2026. Será parte del Capítulo Uno: Dioses y Monstruos del Universo DC (DCU).